# Gli equivoci nel sembiante
Gli equivoci nel sembiante est le premier dramma per musica, sous la forme d'un drame pastoral en trois actes, du compositeur italien Alessandro Scarlatti, créé à Rome le 8 février 1679, sur un livret de Domenico Filippo Contini.
L'opéra est représenté pour la première fois dans le palais privé des Contini pendant le carême, clandestinement — puisque pendant le carême, le théâtre est proscrit, sauf les derniers jours du carnaval, au début de cette année-là par le Pape Innocent XI (en même temps que l'interdiction aux femmes de se produire sur scène). Il est dédié à Giacinta Conti Cesi, duchesse d'Acquasparta. 
Scarlatti commence à se faire un nom en tant que compositeur avec cet opéra : il a dix-huit ans. L'œuvre obtient un grand succès, poussée sans doute par le soufre provoqué par l'interdiction papale. C'est ainsi que s'amorce un tournant dans l'histoire de l'opéra et de la musique. Il est ensuite représenté de nombreuses fois dans diverses villes d'Italie (Naples) et à Vienne en Autriche jusqu'au début du siècle suivant. Il est présenté sous d'autres titres : L'Errore innocente et Amor non vuole inganni. La reine Christine de Suède le fait présenter au collège Clementine devant les cardinaux.
Gli equivoci nel sembiante est une comédie de chambre avec seulement quatre interprètes, une scène unique et peu d'instruments, où déjà peut s'apercevoir le style de Scarlatti. L'opéra, joué dans de grandes villes ou de petites salles de province participe grandement à la réputation du compositeur, mieux que nulle autre de ses œuvres.

## Rôles
- Clori, nymphe, éprise d'Eurillo (soprano castrat travesti)[1]
- Lisetta, sœur cadette de Clori, amoureuse également d'Eurillo (soprano castrat travesti)
- Eurillo, berger, épris de Clori (ténor)
- Armindo, berger, amoureux également de Clori (jumeau d'Eurillo) (ténor)

## Argument
Clori, sous divers prétextes, résiste aux avances d'Eurillo. Le berger demande à la petite sœur de la Nymphe, les véritables sentiments que Clori a pour lui, mais Lisetta ne peut répondre contre ses propres sentiments pour Eurillo. Clori charge Lisetta de rassurer Eurillo. Armindo rencontre Clori, qui le prend pour Eurillo. Armindo ne la détrompe pas. Eurillo se lamente, veut rompre avec Clori. La nymphe décide alors de se tuer. Armindo, qui n'est toujours pas reconnu, s'amuse beaucoup de la situation confuse. Alors qu'Eurillo veut lui aussi mettre fin à ses jours, Armindo révèle enfin son identité et tout se termine dans la liesse générale.

## Édition moderne
- Gli Equivoci nel sembiante, éd. de Frank A. D'Accone, coll. « The operas of Alessandro Scarlatti » dir. Donald Jay Grout, Vol. VII, Harvard University Press, 1982,  (ISBN 0-674-64033-0), (BNF 43257787)

## Enregistrement
- Gli equivoci nel sembiante – The Gallery Players of Niagara ; Nota Bene Baroque Players ; Capella Intima, dir. Bud Roach (juin 2018, Musica Omnia MO0803) (OCLC 1253419423)

## Sources
- Serafina Gaudino, « Gli equivoci nel sembiante », dans Marc Honegger et Paul Prévost (dir.), Dictionnaire des œuvres de la musique vocale, t. I (A-F), Paris, Bordas, 1992, 2367 p. (ISBN 2040153950, OCLC 25239400, BNF 34335596), p. 614.
- Gli equivoci nel sembiante sur operabaroque.fr